# زمین‌لرزه ۲۰۱۱ جزیره‌های ساندویچ جنوبی
زمین‌لرزه جزیره‌های ساندویچ جنوبی  در تاریخ ۱۱ دسامبر ۲۰۱۱ میلادی، برابر با ‎۲۰ آذر ۱۳۹۰، ساعت ۰۹:۵۴:۵۶٫۵ به زمان یوتی‌سی در جزایر ساندویچ جنوبی رخ داد.ژرفای این زلزله ۱۲۱٫۹ کیلومتر بود. بزرگی آن ۶٫۲ در مقیاس Mw بدست آمده‌است.
پروژهٔ جهانی تنسور گشتاور مرکزوار پارامتر زمان مرکزوار زمین‌لرزه را با اختلاف ۳٫۸ ثانیه نسبت به زمان رخداد اشاره شده در بالا و مختصات مرکزوار را در ۵۶°۰۲′جنوبی ۲۷°۵۵′غربی / ۵۶٫۰۳°جنوبی ۲۷٫۹۲°غربی محاسبه کرد و همچنین، ژرفا در ۱۲۳٫۳ کیلومتر بدست آمده‌است. در این محاسبات زاویه‌های (راستا، شیب، ریک) گسل سازندهٔ زمین‌لرزه و صفحه عمود بر آن برابر با (°۱۴۰، °۴۸، ° ۱۳۲) یا (°۲۶۶، °۵۷، ° ۵۳) حاصل شده‌است.